# Paracloeodes lugoi
Paracloeodes lugoi is een haft uit de familie Baetidae. De wetenschappelijke naam van de soort is voor het eerst geldig gepubliceerd in 2000 door Randolph & McCafferty.
De soort komt voor in het Neotropisch gebied.